# Dominique Bettenfeld
Dominique Bettenfeld (* vor 1990) ist ein französischer Filmschauspieler.

## Leben
Dominique Bettenfeld stammt aus Ostfrankreich und kam Ende der 1980er Jahre nach Paris, um die Schauspielschule von Niels Arestrup zu besuchen. Dort wurde er von Jean-Pierre Jeunet entdeckt. In dessen Spielfilmdebüt Delicatessen wurde er als einer der Untergrundrebellen eingesetzt. Auch bei weiteren Filmen Jeunets hatte Bettenfeld Nebenrollen inne, so spielte er einen Nachbar in Die fabelhafte Welt der Amélie oder Ange Bassignano in Mathilde – Eine große Liebe.
1997 war er in Dobermann als Gangster der Priester zu sehen, 2004 spielte er Scarecrow in Blueberry und der Fluch der Dämonen. In der Serie Die Zeugen spielte er 2017 Martin Souriau.

## Filmografie (Auswahl)
- 1991: Delicatessen
- 1995: Die Stadt der verlorenen Kinder (La Cité des enfants perdus)
- 1997: Dobermann
- 2000: Die purpurnen Flüsse (Les revières pourpres)
- 2001: Die fabelhafte Welt der Amélie (Le fabuleux destin d’Amélie Poulain)
- 2003: Im Schatten der Wälder (Cette femme-là)
- 2004: Blueberry und der Fluch der Dämonen (Blueberry)
- 2004: Mathilde – Eine große Liebe (Un long dimanche de fiançailles)
- 2007: 39,90 (99 francs)
- 2008: Dante 01
- 2009: Paris by Night of the Living Dead (Kurzfilm)
- 2009: Micmacs – Uns gehört Paris! (Micmacs à tire-larigot)
- 2009: Braquo (Fernsehserie, 3 Folgen)
- 2010: Profiling Paris (Profilage, Fernsehserie, 1 Folge)
- 2010: Eject
- 2011: Sleepless Night – Nacht der Vergeltung (Nuit Blanche)
- 2014: Engrenages (Fernsehserie, 2 Folgen)
- 2016: Das Ende ist erst der Anfang (Les premiers les derniers)
- 2017: Die Zeugen (Les Témoins, Fernsehserie, 8 Folgen)
- 2022: Freiheit oder Tod (Vaincre ou mourir)